# Attleboro
Attleboro è una città degli Stati Uniti d'America facente parte della contea di Bristol nello stato del Massachusetts.
È stata soprannominata la capitale mondiale dei gioiellieri per la presenza di numerosissimi artigiani gioiellieri.